# Mizuki Hayashi
Mizuki Hayashi (født 4. september 1996) er en japansk fodboldspiller, som spiller for den japanske fodboldklub Gamba Osaka.